# علم فلك الرادار
علم فلك الرادار (بالإنجليزية: Radar astronomy)‏ هو تقنية لمراقبة الأجرام الفلكية القريبة من خلال عكس موجات الراديو أو الموجات الدقيقة عن الأجسام المستهدفة وتحليل انعكاساتها. يختلف علم فلك الرادار عن علم الفلك الراديوي من حيث أن الأخير عبارة عن ملاحظة سلبية (أي استقبال فقط) والأولى مراقبة نشطة (إرسال واستقبال). تم إجراء أنظمة الرادار لمدة ستة عقود مطبقة على مجموعة واسعة من دراسات النظام الشمسي. قد يكون إرسال الرادار إما نبضيًا أو مستمرًا. تتناسب قوة إشارة عودة الرادار مع القوة العكسية الرابعة للمسافة. أدت المرافق المحسنة، وزيادة قوة جهاز الإرسال والاستقبال، وتحسين الأجهزة إلى زيادة فرص المراقبة.
توفر تقنيات الرادار معلومات غير متوفرة بوسائل أخرى، مثل اختبار النسبية العامة من خلال مراقبة عطارد وتوفير قيمة مصقولة للوحدة الفلكية. توفر صور الرادار معلومات حول الأشكال وخصائص سطح الأجسام الصلبة، والتي لا يمكن الحصول عليها من خلال التقنيات الأرضية الأخرى.